# 四条町
四条町（しじょうちょう）は、大阪府北河内郡にあった町。現在の大東市の東半にあたる。

## 地理
- 山岳 ： 飯盛山
- 河川 ： 寝屋川、恩智川、鍋田川

## 歴史
- 1889年（明治22年）4月1日 - 町村制の施行により、讃良郡龍間村・中垣内村・寺川村・野崎村・北条村・深野北新田・深野新田・深野南新田が合併して、讃良郡四条村が発足。大字野崎に村役場を設置。
  - 村名の由来にもなっている讃良郡における条里制の四条が大字北条の南部に該当する。1348年に起きた四條畷の戦いの比定地となっており、戦死した武士の霊魂が永禄年間まで200年以上さまよっていたと言われ、北条に所在する十念寺は寺伝によるとその鎮魂のために建立された。
  - 山間部の龍間や深野池の干拓による新田を除き、概ね中垣内が一条、寺川が二条、野崎が三条、北条の宮谷川以南が四条、同以北が五条にあたる。
- 1896年（明治29年）4月1日 - 郡の統廃合により、所属郡が北河内郡に変更。
- 1952年（昭和27年）4月1日 - 町制を施行して四条町となる。
- 1956年（昭和31年）4月1日 - 北河内郡南郷村・住道町と合併して大東市が発足。同日四条町廃止。

## 交通

### 鉄道路線
- 日本国有鉄道
  - 片町線
    - 四条畷駅 - 野崎駅

## 名所・旧跡・観光スポット・祭事・催事
- 飯盛山城
- 坐摩神社
- 慈眼寺
- 須波麻神社
- 堂山古墳群
- 野崎城